# Visconti di Pisa
I Visconti di Pisa, noti pure come Visconti di Gallura, furono un'antica famiglia magnatizia della città toscana (dove ebbero ricchi possedimenti), appartenente alla fazione guelfa, quasi sempre in contrapposizione ai ghibellini Della Gherardesca.

## Storia
La casata dei Visconti di Pisa ebbe particolare rilevanza durante il secolo XIII, quando diversi suoi esponenti si misero in luce nella storia della repubblica di Pisa e della Sardegna; in particolare alcuni membri della stirpe ottennero il governo del giudicato di Gallura (1207-1296) e il titolo di giudici, quando Lamberto riuscì a sposare, nel 1207, la giudicessa Elena, ultima dei Lacon-Gunale.
Più tardi il giudice Giovanni Visconti (1238-1275) contrasse matrimonio con una figlia del conte Ugolino della Gherardesca, per cui le due famiglie, un tempo rivali, si coalizzarono contro il comune di Pisa che mirava ad impadronirsi dei territori sardi. Esiliato dalla città, Giovanni Visconti si accordò con il suocero per tutelare i comuni interessi nell'isola. Stipulò accordi segreti con Firenze, ma le accese proteste del popolo causarono l'imprigionamento di Ugolino e la cacciata dei Visconti da Pisa. Suo figlio Nino, ricordato da Dante, proseguì la politica paterna alleandosi con le città guelfe e costituendo una lega contro Pisa. La sua scomparsa, nel 1296, segnò la fine di ogni dominio visconteo in Toscana e Sardegna: sua figlia Giovanna fu solo giudicessa titolare e, ultima della famiglia, morì nel 1339, dopo aver ceduto i suoi diritti ai Visconti di Milano.
Gli ultimi Visconti trascorsero lunghi periodi a Civita, "capitale" del giudicato, risiedendo nel palazzo cittadino e nei vicini castelli. Scelsero la chiesa pisana di san Francesco, dove si trova anche la tomba del conte Ugolino, come luogo di sepoltura.
Tra i membri della famiglia si ricordano:
- Alberto che fu patrizio di Pisa.
- Eldizio, figlio di Alberto, anch'egli fu patrizio ed in seguito console della città (1184-1185).
- Federico Visconti, arcivescovo di Pisa e Primate di Sardegna e Corsica.
- Lamberto, figlio di Eldizio, fu patrizio e poi podestà di Pisa. Sposò Elena erede di Gallura e con lei governò quel giudicato. Conquistò Cagliari assieme al fratello Ubaldo I.
- Ubaldo I anch'egli figlio di Eldizio, fu patrizio e poi podestà di Pisa. Con il fratello Lamberto conquistò Cagliari e governò di fatto nel giudicato a più riprese; partecipò alle lotte intestine che dilaniarono Pisa in quel periodo.
- Ubaldo II figlio di Lamberto ed Elena, fu giudice di Gallura e poi, insieme alla moglie Adelasia di Torres, anche giudice del Logudoro. Per un breve periodo governò anche il giudicato di Cagliari alla morte dello zio Ubaldo I.
- Giovanni figlio di Ubaldo I, venne designato come erede di Gallura dal cugino Ubaldo II, ma dovette lottare per la sua eredità con Adelasia di Torres e Enzo di Svevia, suo secondo consorte. Fu quindi giudice di Gallura e regnò anche su un terzo del giudicato di Cagliari.
- Nino figlio di Giovanni, fu l'ultimo giudice di Gallura (+1296). Venne celebrato da Dante nel Purgatorio.
- Giovanna, figlia di Nino, fu l'erede del giudicato di Gallura, ma non ne venne mai in possesso e fu soltanto giudicessa titolare. Dopo la morte del padre, sua madre Beatrice d'Este si risposò con Galeazzo I Visconti e quindi Giovanna divenne sorellastra di Azzone Visconti di Milano, cui cedette i propri diritti sulla Gallura.[5]